# Europacup II 1960/61
De eerste editie van de Beker der Bekerwinnaars (Engels: European Cup Winners' Cup), georganiseerd door het Mitropacup-comité, werd door het Italiaanse AC Fiorentina gewonnen in de enige finale van de beker die in twee wedstrijden zou worden beslist. Er namen slechts tien landen deel, de bekerwinnaar van dat land of de finalist indien de bekerwinnaar landskampioen was. Het aantal was niet zo groot, omdat sommige landen de beker niet zo belangrijk vonden of omdat er nog geen echte bekercompetitie was in het land. In 1963 werd de editie door de UEFA erkend als officiële titel, doordat de Italiaanse voetbalbond (FIGC) had gelobbyed om deze editie als zodanig te erkennen.

## Voorronde
| Team #1             | Tot.  | Team #2         | 1ste wed | 2de wed |
| ------------------- | ----- | --------------- | -------- | ------- |
| Rangers FC          | 5 - 4 | Ferencvárosi TC | 4 - 2    | 1 - 2   |
| ASK Vorwärts Berlin | 2 - 3 | Rode Ster Brno  | 2 - 1    | 0 - 2   |

## Kwartfinale
| Team #1                  | Tot.   | Team #2                 | 1ste wed | 2de wed |
| ------------------------ | ------ | ----------------------- | -------- | ------- |
| Borussia Mönchengladbach | 0 - 11 | Rangers FC              | 0 - 3    | 0 - 8   |
| FK Austria Wien          | 2 - 5  | Wolverhampton Wanderers | 2 - 0    | 0 - 5   |
| FC Luzern                | 2 - 9  | AC Fiorentina           | 0 - 3    | 2 - 6   |
| Rode Ster Brno           | 0 - 2  | Dinamo Zagreb           | 0 - 0    | 0 - 2   |

## Halve Finale
| Team #1       | Tot.  | Team #2                 | 1ste wed | 2de wed |
| ------------- | ----- | ----------------------- | -------- | ------- |
| Rangers FC    | 3 - 1 | Wolverhampton Wanderers | 2 - 0    | 1 - 1   |
| AC Fiorentina | 4 - 2 | Dinamo Zagreb           | 3 - 0    | 1 - 2   |

## Finale
| Team #1    | Tot.  | Team #2       | 1ste wed | 2de wed |
| ---------- | ----- | ------------- | -------- | ------- |
| Rangers FC | 1 - 4 | AC Fiorentina | 0 - 2    | 1 - 2   |